# Burkhardt Sturmfeder

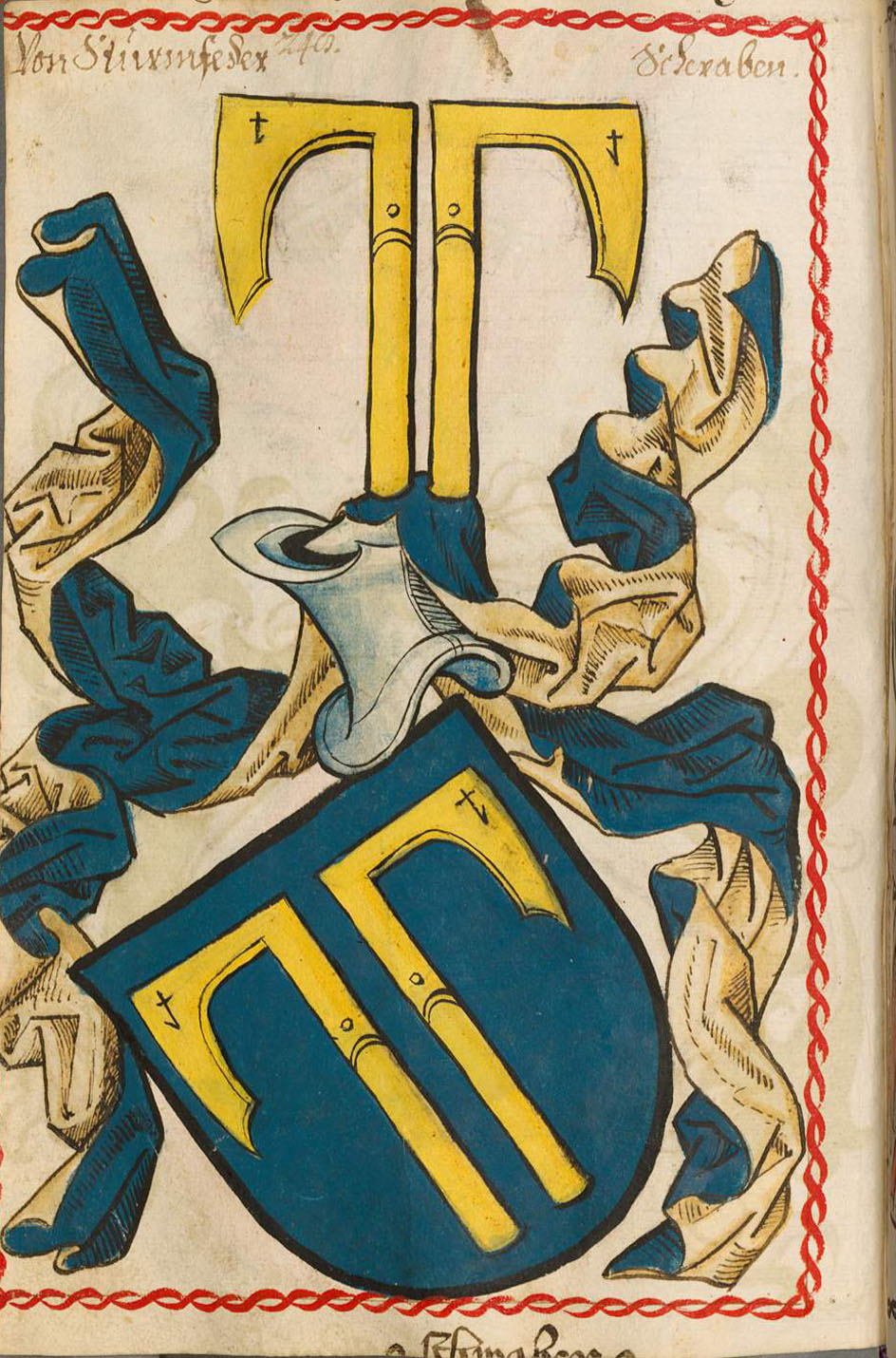
Wappen des Geschlechts Sturmfeder aus dem Scheiblerschen Wappenbuch

Burkhard Sturmfeder von Oppenweiler (* um 1300; † 1364) war ein württembergischer Ritter und Unterlandvogt aus dem Hause der Herren Sturmfeder von Oppenweiler.

## Leben
Burkhard Sturmfeder von Oppenweiler erwarb Pfandschaften in Neudenau, Katzental, Jagstfeld, Offenau, Duttenberg und weiteren Orten der Umgebung, die jedoch 1362 wieder an das Reich fielen. 1356 erwarb er nach dem Aussterben der Herren von Helfenberg deren Besitz an Burg Stettenfels mit Untergruppenbach, wo er zeitweilig auch lebte. Er starb 1364 und hinterließ mehrere gleichnamige Söhne. Sein Sohn Burkhard genannt Sturmlin fiel 1377 in der Schlacht zu Reutlingen. Ein weiterer Sohn Burkhard der Jüngere († 1400) brachte durch Einheirat den Hauptteil der Burg Stettenfels von den Herren von Hirschhorn an sich und begründete die Stettenfelser Linie der Familie, die ab 1358 auch Gerichtsherren zu Flein waren, diese Rechte dann aber 1385 an die Reichsstadt Heilbronn veräußerten.

### Belagerung auf dem Schloss Hohentübingen

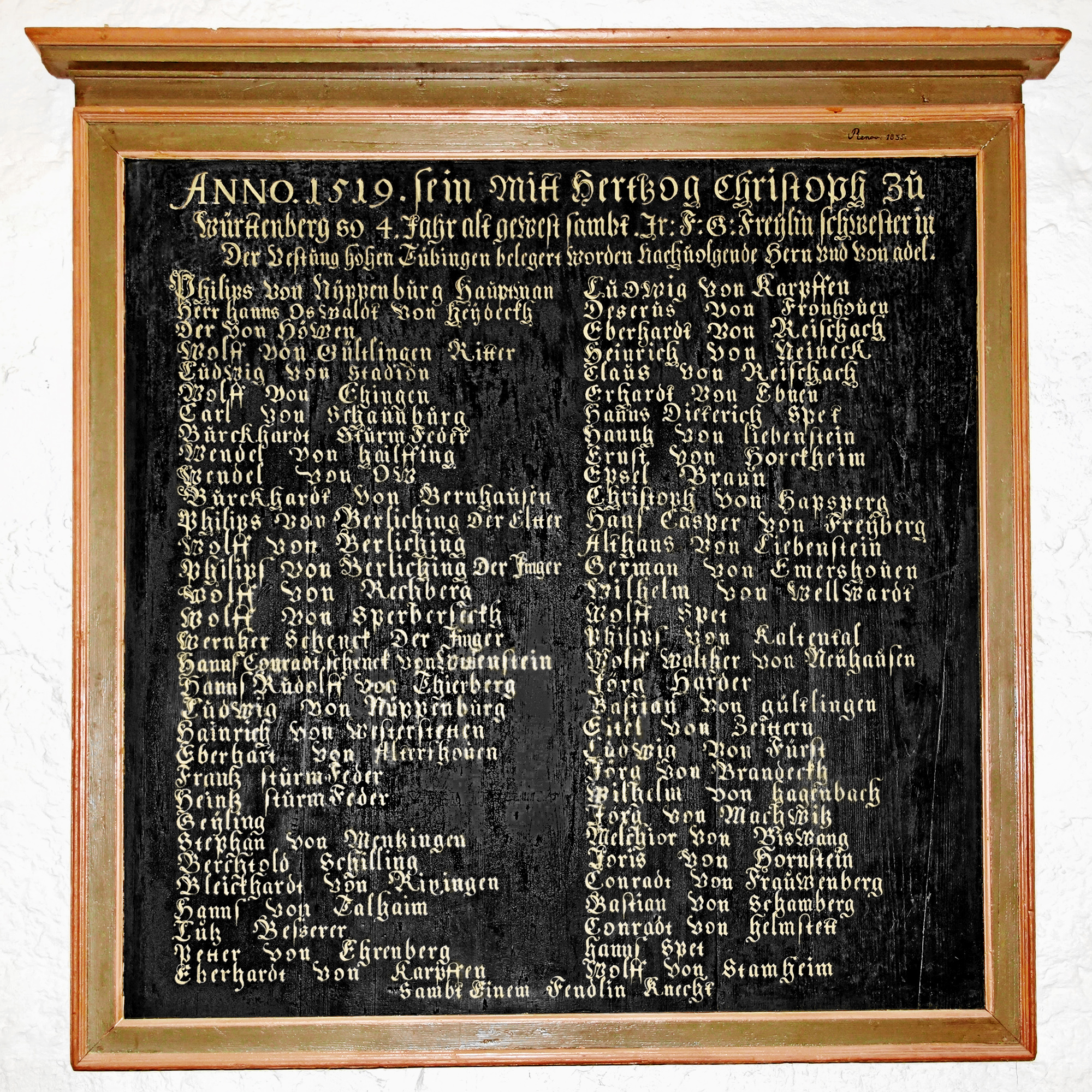
Burkhardt Sturmfeder auf der Schandtafel im Tübinger Schloss

Der Name Burkhardt Sturmfeder steht neben anderen auf der sogenannten Schandtafel in einem Treppenhaus des Schlosses Hohentübingen. Diese Tafel erinnert an einen bürgerkriegsähnlichen Konflikt in Württemberg, den Machtkampf zwischen Herzog Ulrich von Württemberg und dem Schwäbischen Bund. Nachdem der wegen Missregierung und Landfriedensbruch in Reichsacht verfallene Herzog Ulrich im Frühjahr 1519 die freie Reichsstadt Reutlingen überfallen hatte, stellte der Schwäbische Bund mit Unterstützung des Kaisers und des Herzogs von Bayern ein starkes Heer auf, das innerhalb kurzer Zeit einen Großteil Württembergs eroberte.
Herzog Ulrich wurde, nachdem er von seinen Schweizer Söldnern im Stich gelassen worden war, nur noch von etwa 70 Adligen unterstützt, darunter auch Eberhard und Ludwig von Karpfen. Diese hatten ihm zwar versprochen, die Kinder Herzog Ulichs auf dem Tübinger Schloss zu verteidigen, aber ergaben sich schon kurz nach Beginn der Belagerung des Schlosses durch Georg von Frondsberg am Ostermontag 1519. Die Adligen erhielten freien Abzug unter Vereinbarung eines einmonatigen Waffenstillstands. Herzog Ulrich beschuldigte sie daraufhin großer Feigheit.

### Urkundliche Erwähnungen
Ritter Burkhardt Sturmfeder verkaufte 1345 an das Stift Wimpfen zehn Jauchart Acker „uf dem Stahelbühel zwischen Wimpfen und Nidern-Issensheim an dem Ochsenberg gelegen.“
Sturmfeder und seine beiden Söhne, auch Burkhardt genannt, verkauften 1362 an Comburg um 200 Pfd. Heller die Vogtei über die Comburgischen Güter, das Gericht und Alles, was sie hier hatten, namentlich 1 Hof und 8 Güter.

### Italienfeldzug
Laut Wilhelm Hauffs romantischer Sage aus der württembergischen Geschichte Lichtenstein fiel er an der Seite Frondsbergs in Italien und hinterließ einen vermutlich von Hauff erfundenen Sohn Georg.